# لین ۴۳۵۸
سیارک ۴۳۵۸ (به انگلیسی: 4358 Lynn، نامگذاری:A909TF) چهار هزار و سیصد و پنجاه و هشتمین سیارک کشف شده‌است که در ۵ اکتبر ۱۹۰۹ کشف شد.
قدر مطلق سیارک برابر ۱۲٫۲۰ است.